# Prințesa Margareta a Suediei
Prințesa Margareta a Suediei și Norvegiei, mai târziu doar a Suediei, Margaretha Sofia Lovisa Ingeborg (25 iunie 1899 – 3 ianuarie/4 ianuarie 1977) a fost prințesă a Suediei prin naștere și prințesă a Danemarcei prin căsătorie. A fost primul copil al Prințului Carl, Duce de Västergötland și a Prințesei Ingeborg a Danemarcei.

## Biografie
La Stockholm, la 22 mai 1919 s-a căsătorit cu verișorul ei primar, Prințul Axel al Danemarcei. Nunta a fost sărbătorită cu mari festivități la Stockholm. Împreună au avut doi fii:
- Prințul George Valdemar Karl Axel (1920–1986)
- Prințul Flemming Valdemar Carl Axel (1922–2002)

Mariajul a fost unul fericit. După moartea surorii ei, a Prințesei Moștenitoare Märtha a Norvegiei, în 1954, ea a devenit un mare sprijin pentru copiii surorii sale din Norvegia. Soțul Prințesei Margareta a murit în 1964. Ca văduvă, ea s-a întors de multe ori în Suedia unde se alătura celorlalți membri al familiei regale suedeze în îndatoriri și reprezentări regale.
Prințesa Margareta a murit în 1977, la vârsta de 77 de ani.